# 대학의 운영에 관한 임시조치법
대학의 운영에 관한 임시 조치법(일본어: 大学の運営に関する臨時措置法)은 1969년 8월 7일 대학분쟁이 발생하고 있는 대학의 운영에 관하여 긴급하게 강구하여야 하는 조치를 정한 일본 법률이다. 2001년 법이 폐지되었다.

## 제정 경위
대학분쟁의 진정화를 목적으로 대학자치와 걸맞게 그동안 어려웠던 경찰의 대학 구내 출입 등을 인정하도록 하기 위해 당시 자유민주당 간사장인 다나카 가쿠에이가 의원입법 형태로 제정했다. 덧붙여 본 법률 제정에 관해 호리시게 관방장관이 고토다 마사하루 경찰청장에게 벌칙 규정을 생각하도록 타진했는데, 고토다는 "무거운 벌칙이라고 하는 것에 어이가 없다. 왜냐하면 저런 사건을 일으키고 있는 것은 확신범이기 때문에, 무겁게 하면 할수록 반대로 사명감 같은 것을 갖게 되기 때문이다. 대학을 관리하는 쪽이 잘됐으면 좋겠다"라고 답했다.
1969년 정기국회에 제출된 본 법안은 야당의 강한 저항에 부딪혔다. 회기를 대폭 연장해 중의원과 참의원 문교위원회를 통과했지만, 회기 종료 이틀 전인 8월 3일 참의원 본회의에서는 야당이 연장을 위해 제출한 부의장 불신임결의안 심의의 훨씬 전 단계인 토론시간제한 동의 투표도 여의치 않은 상황이었다. 사토 에이사쿠 총리는 법안의 성립을 포기한다는 취지를 말했지만, 자민당 국회대책위원장 소노다 나오는 어떻게든 법안을 성립시킬 것을 주장해, 다나카 가쿠에이가 시게무네 유조 의장에게 압력을 가했다. 이에 따라 선결의안 심의가 끝나지 않았는데도 시게무네 의장은 일정 변경 기립채결과 위원장 보고, 그리고 토론도 생략한 법안 기립채결을 실시해 의사운영 관례에 어긋나는 형식으로 무리하게 법안을 통과시켰다.
덧붙여 이때 본회의 개회를 꺼리는 시게무네에 대해, 다나카는 "좋으니까 할아범, 빨리 (개회) 벨을 울려. 해야지, 이 내가 허가했다고." 혹은 "이러쿵저러쿵 지껄이면 할아범, 이 창문에서 밑으로 내동댕이칠 거야."라며 강하게 개회를 압박했다고 전해진다.

## 법률 조항
대략적으로 다음 내용이 이미 정해져 있었다.
- 대학 분쟁이 발생했을 때에는 학장이 즉시 문부대신에게 상황을 보고한다.
- 분쟁대학의 학장은 분쟁을 수습하기 위하여 분쟁학부 등의 교육연구기능을 6개월 이내의 기간 동안 중지할 수 있다.
- 분쟁 발생으로부터 9개월 이상(재발의 경우는 6개월 이상) 경과해도 수습이 곤란할 때에는 문부대신은 해당 학부의 교육 연구 기능을 정지할 수 있다.
- 교육연구기능의 정지조치로부터 3개월 이상 경과해도 수습이 곤란한 경우에는 해당 대학·학부·학과·대학원 등의 폐지·개조·축소 등의 조치를 강구할 수 있다.
- 이 법은 시행일로부터 5년 이내에 폐지하도록 되어 있을 것.[a]

## 법률의 운용 및 영향
5년에 걸친 시행기간 중 한 번도 적용되지 않은 비밀스러운 법령이었지만 시행 후 투쟁 학교 수는 급감해 대학분쟁 진정에 큰 영향을 미쳤다는 평가도 있다.

## 같이 보기
- 대학분쟁
- 일본의 학생 운동

### 내용주
1. ↑  효력을 잃는 것이 아니라 '폐지하는 것', 즉 법률의 폐지를 위해서는 별도 입법이 필요했다. 폐지법이 제정되지 않은 채 장기간에 걸쳐 법률 자체는 존속하게 되었고, 2001년이 되어서야 법이 폐지되었다.[8]

### 참조주
1. ↑  “法律第七十号 (昭四四・八・七)” (일본어). 2022년 12월 4일에 확인함.
2. ↑  保阪正康『後藤田正晴　異色官僚政治家の軌跡』文藝春秋、2009年
3. ↑  第61回 参議院 本会議 昭和44年8月3日 第43号 官報号外
4. ↑  伊藤昌哉『自民党戦国史』朝日文庫 （上）pp.32-33 （1985年）
5. ↑  “人が動く！ 人を動かす！ 「田中角栄」侠(おとこ)の処世 第46回 - ライブドアニュース”. 《ライブドアニュース》 (일본어). 2018년 6월 14일에 확인함.
6. ↑  “大ブーム｢田中角栄｣は何がスゴかったのか？ | 国内政治”. 《東洋経済オンライン》 (일본어). 2016년 11월 4일. 2018년 6월 14일에 확인함.
7. ↑  大学の運営に関する臨時措置法等の施行について 보관됨 2017-10-13 - 웨이백 머신 - 文部科学省
8. ↑  山本, 眞一 (2018년 6월). 《大学事典》. 平凡社.
9. ↑  (일본어) 『大学の運営に関する臨時措置法』  - 고트뱅크